# François Landon
François Landon (ur. 17 października 1907 w Lyonie, zm. 22 kwietnia 1997 w Neuilly-sur-Seine) – francuski kierowca wyścigowy.

## Kariera
W wyścigach samochodowych Landon startował głównie w wyścigach samochodów sportowych. W 1951 roku Francuz odniósł zwycięstwo w klasie S 750 24-godzinnego wyścigu Le Mans, a w klasyfikacji generalnej był 24.